# Педретти, Виктория
Виктория Педретти (англ. Victoria Pedretti; род. 23 марта 1995, Филадельфия, Пенсильвания, США) — американская актриса. Наиболее известна по ролям взрослой Элеоноры «Нелл» Крейн Вэнс в телесериале Netflix «Призрак» (2018), Даниэль «Дани» Клейтон в телесериале «Призраки усадьбы Блай» (2020) и Лав Куинн в телесериале Netflix «Ты».

## Биография
Виктория Педретти родилась 23 марта 1995 года в Филадельфии, штат Пенсильвания. Она училась в Средней школе Пеннсбери в Фэйрлесс-Хиллз и в театральной школе Карнеги-Меллона в Питтсбурге, где в 2017 году получила степень бакалавра изящных искусств по актёрскому мастерству.
Педретти начала сниматься в кино в 2014 году, снявшись в двух короткометражных фильмах. В 2018 году она сыграла Элеонору «Нелл» Крейн Вэнс в телесериале Netflix «Призраки дома на холме». Её работа была высоко оценена критиками, и она была номинирована на премии «Сатурн» и MTV Movie & TV Awards. В 2019 году Педретти появилась в роли Лесли Ван Хаутен, более известной как Лулу, в комедийно-драматическом фильме Квентина Тарантино «Однажды в Голливуде». Фильм имел коммерческий успех.
Также в 2019 году Педретти сыграла Лав Куинн во втором сезоне телесериала «Ты», который был выпущен 26 декабря 2019 года. Также Педретти сыграет роль в третьем сезоне, выход которого запланирован на 2021 год. В 2020 году Педретти снялась в роли Эвелин Портер в сериале-антологии «Удивительные истории», и в том же году сыграла Кэтрин в биографически-драматическом фильме «Ширли», который получил положительные отзывы критиков.
Педретти сыграла в роли Даниэль «Дэни» Клейтон в телесериале «Призраки усадьбы Блай», которое является второй частью антологии Флэнагана, первой частью которой был сериал «Призраки дома на холме».
В 2024 году дебютировала на Бродвее в постановке Сэма Голда по пьесе Генрика Ибсена «Враг народа» в театре «Circle in the Square».

## Личная жизнь
В 2021 году встречалась с актёром Диланом Арнольдом, с которым она снималась в телесериале «Ты».

## Фильмография
Кино
| Год  | Название на русском    | Название на английском        | Роль                    | Примечания             |
| ---- | ---------------------- | ----------------------------- | ----------------------- | ---------------------- |
| 2014 | Единственный           | Sole                          | Девушка                 | Короткометражный фильм |
| 2014 | Открытие Эдема         | Uncovering Eden               | Эди                     | Короткометражный фильм |
| 2019 | Однажды в Голливуде    | Once Upon a Time in Hollywood | Лесли «Лулу» Ван Хаутен |                        |
| 2020 | Это не любовное письмо | This is Not a Love Letter     | Девушка                 | Короткометражный фильм |
| 2020 | Ширли                  | Shirley                       | Кэтрин                  |                        |
| 2021 |                        | Star-Crossed: The Film        | Грабительница           |                        |
| 2023 | Происхождение          | Origin                        | Ирма Эклер              | [ 25 ]                 |
| 2024 |                        | Ponyboi                       | Энджел                  | [ 26 ]                 |

Телевидение
| Год       | Название на русском    | Название на английском     | Роль                                  | Примечания       |
| --------- | ---------------------- | -------------------------- | ------------------------------------- | ---------------- |
| 2018      | Призраки дома на холме | The Haunting of Hill House | Элеонора «Нелл» Крейн Вэнс (взрослая) | Главная роль     |
| 2019—2021 | Ты                     | You                        | Лав Куинн                             | Главная роль     |
| 2020      | Удивительные истории   | Amazing Stories            | Эвелин Портер                         | Эпизод: «Подвал» |
| 2020      | Призраки усадьбы Блай  | The Haunting of Bly Manor  | Даниэль «Дэни» Клейтон                | Главная роль     |

## Награды и номинации
| Год  | Награда                              | Категория                                                 | Название работы       | Результат |
| ---- | ------------------------------------ | --------------------------------------------------------- | --------------------- | --------- |
| 2019 | MTV Movie & TV Awards                | Самый пугающий момент                                     | Призрак дома на холме | Номинация |
| 2019 | Saturn Awards                        | Лучшая женская роль второго плана в потоковой презентации | Призрак дома на холме | Номинация |
| 2019 | Ассоциация онлайн-кино и телевидения | Best Ensemble in a Motion Picture or Limited Series       | Призрак дома на холме | Номинация |